# Batalla de Kramatorsk (2014)
La batalla de Kramatorsk ocurrió entre el 12 de abril al 5 de julio de 2014 siendo un enfrentamiento atrincherado entre las Fuerzas Armadas de Ucrania y las fuerzas paramilitares separatistas de la autoproclamada República Popular de Donetsk (RPD). Durante los crecientes disturbios prorrusos en Ucrania tras la revolución ucraniana de 2014. La ciudad de Kramatorsk en la óblast de Donetsk quedó bajo el control de la RP de Donetsk el 12 de abril. En un esfuerzo por recuperar la ciudad, el gobierno ucraniano lanzó una contraofensiva contra los separatistas, que habían tomado posiciones en la ciudad. Las unidades del ejército de la RPD se retiraron de la ciudad el 5 de julio, lo que permitió que las fuerzas ucranianas recuperaran posteriormente la ciudad, poniendo fin al enfrentamiento.

## Eventos

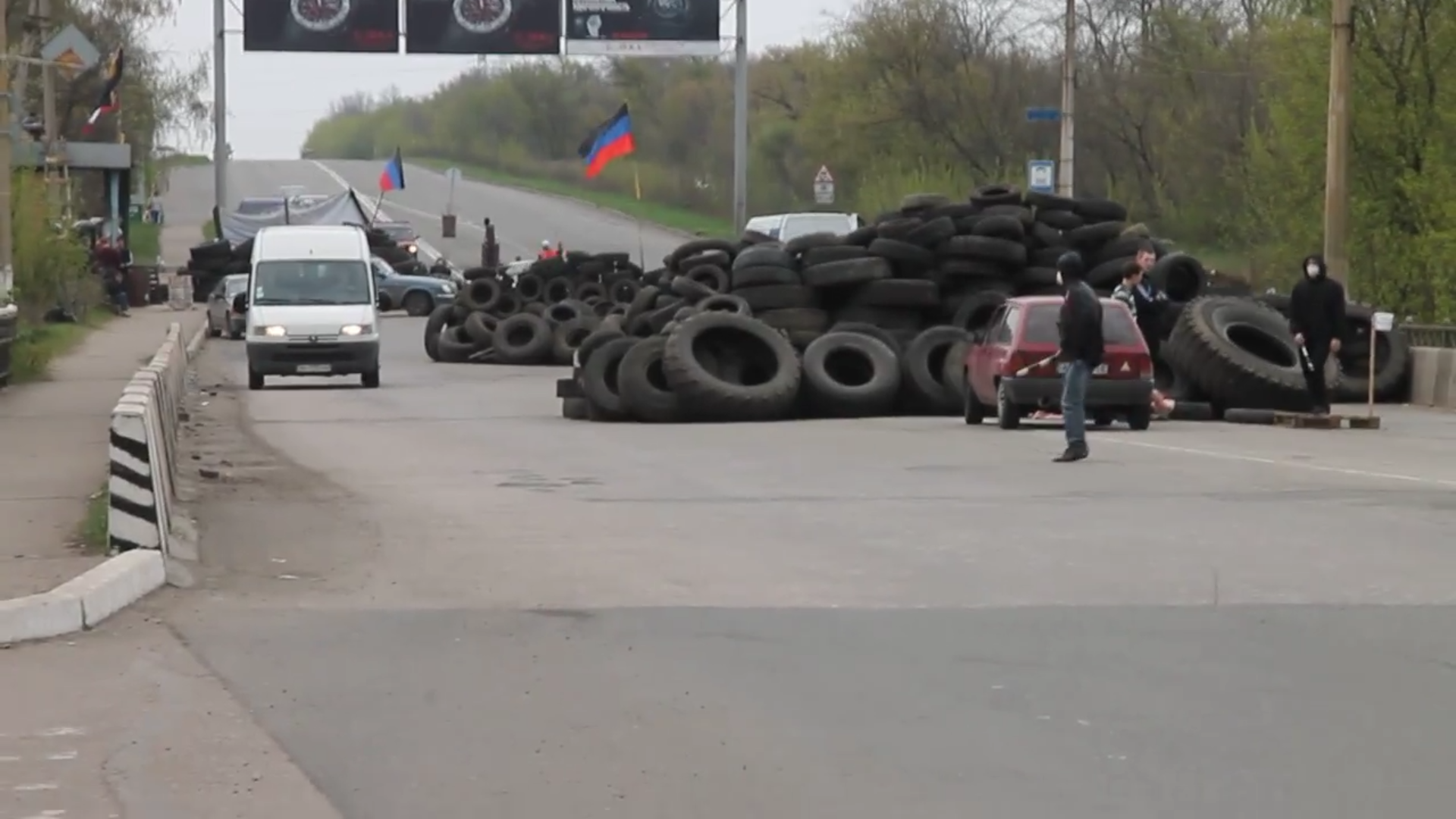
Puesto de control de la República Popular de Donetsk en Kramatorsk el 19 de abril de 2014

El enfrentamiento comenzó el 12 de abril, cuando un grupo de separatistas de las fuerzas prorrusas de la RP de Donetsk intentó tomar una comisaría. Siguió un tiroteo con la policía, que finalmente condujo a la captura del edificio por parte de los insurgentes. Después de capturar el edificio, arrancaron el escudo de armas de Ucrania e izaron la bandera de la República Popular de Donetsk. Luego, los insurgentes emitieron un ultimátum en el que decían que si el alcalde de la ciudad y sus subordinados no juraban lealtad a la República Popular antes del lunes, "tomarían el control del ayuntamiento". Más tarde, una multitud de separatistas se reunieron alrededor del edificio del ayuntamiento, entraron e izaron la bandera de la República Popular sobre él. Un representante de la RP de Donetsk se dirigió a los lugareños fuera de la comisaría capturada, pero la multitud lo recibió negativamente. En las afueras de la ciudad, algunos insurgentes instalaron un puesto de control cerca de un aeródromo militar local.

### Primera contraofensiva del gobierno

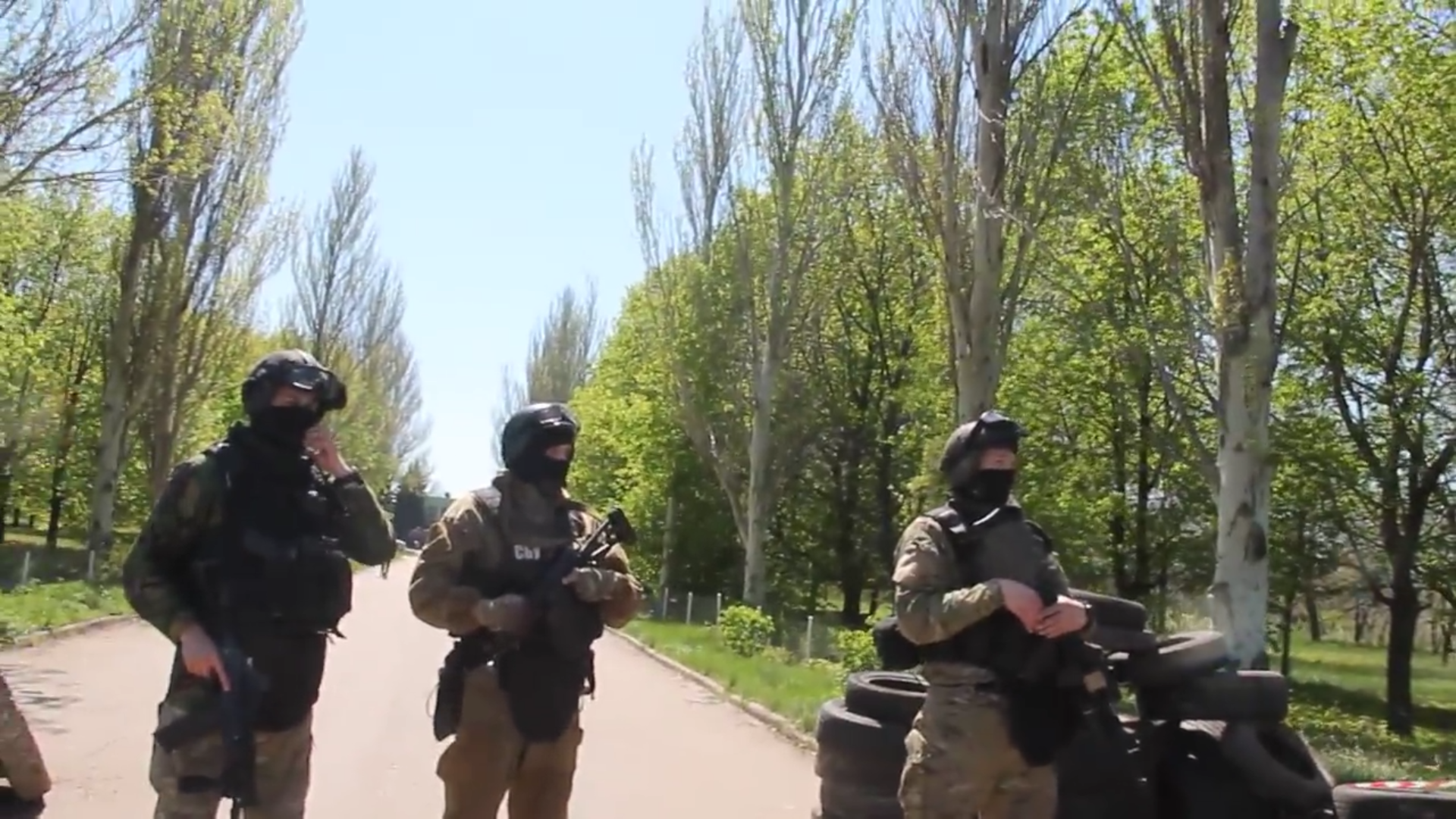
Agentes del Grupo Alfa bloqueando un área en Kramatorsk el 25 de abril de 2014.

Sin embargo, el 15 de abril, el gobierno de transición de Ucrania había lanzado una contraofensiva contra los insurgentes en el óblast de Donetsk. Las Fuerzas Terrestres de Ucrania atacaron el puesto de control de los insurgentes en el aeródromo y luego recuperaron el control del propio aeródromo. Se estimó que entre cuatro y once insurgentes murieron en el ataque. Los insurgentes hicieron otro intento de capturar el aeródromo el 16 de abril, pero las fuerzas especiales ucranianas que habían estado protegiendo el aeródromo desde su reconquista original los ahuyentaron rápidamente y tomaron varios prisioneros. Según los informes, las tropas ucranianas vieron a cientos de civiles y hombres armados reunidos fuera del cordón militar alrededor del aeródromo. En medio de la contraofensiva ucraniana el 16 de abril, los insurgentes capturaron seis vehículos blindados ucranianos que habían estado viajando a través de Kramatorsk. Estos vehículos capturados luego fueron enviados para reforzar las posiciones de las milicias rusas en Sláviansk, que estaban bajo un fuerte asedio por parte de las fuerzas gubernamentales. Posteriormente, los insurgentes ofrecieron intercambiar rehenes, incluido el jefe de la policía local, por armas.

### Segunda contraofensiva del gobierno

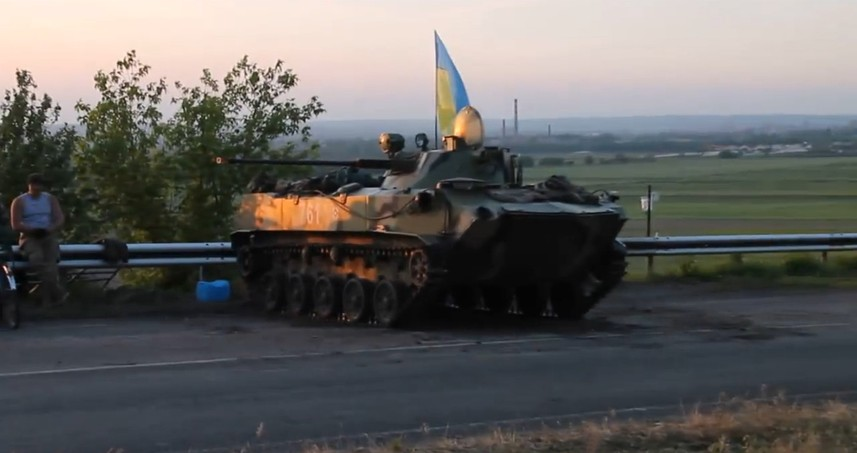
Barricada de paracaidistas ucranianos con un BMD-2 entre Kramatorsk y Sláviansk el 11 de mayo de 2014.

Las fuerzas gubernamentales se centraron principalmente en Sláviansk durante los próximos días. Sin embargo, el 25 de abril, un helicóptero militar en el aeródromo de Kramatorsk explotó después de que le dispararan al tanque de combustible mientras despegaba. Los insurgentes se atribuyeron la responsabilidad del tiroteo y dijeron que habían alcanzado el helicóptero con una granada propulsada por cohete en una entrevista con los medios rusos. Dmitró Timchuk, un experto en defensa y director del Centro de Investigación Militar y Política de Kiev, dijo a los periodistas que el piloto del helicóptero Mi-8 había logrado escapar con heridas leves. Según los informes, también se destruyó un avión de transporte.
Después de haber recuperado muchos edificios anteriormente ocupados en Sláviansk durante una nueva ofensiva allí, las fuerzas ucranianas capturaron con éxito una torre de transmisión de televisión en Kramatorsk el 2 de mayo. Otros enfrentamientos entre el ejército ucraniano y los combatientes insurgentes durante la noche del 2 al 3 de mayo provocaron la muerte de diez activistas prorrusos y dejaron treinta heridos, según un líder local de autodefensa prorruso. Durante los combates, el ejército ucraniano pudo sacar a los insurgentes del edificio del Servicio de Seguridad de Ucrania (SBU) que habían estado ocupando. Estallaron batallas callejeras y los medios rusos informaron que la ciudad estaba mayoritariamente bajo el control de las fuerzas ucranianas, y que solo la plaza de la ciudad permanecía bajo control prorruso. Sin embargo, al día siguiente se informó que el edificio había sido destruido. abandonado por las fuerzas del gobierno, en lugar de fortificado, y que la bandera de la República Popular de Donetsk todavía ondeaba incluso después de que los insurgentes habían sido desalojados.
Este desalojo no duró mucho, ya que el ejército ucraniano se retiró abruptamente a sus posiciones en el aeródromo militar el 4 de mayo. Luego, los insurgentes recuperaron el edificio SBU y la estación de policía que habían sido abandonados por las fuerzas ucranianas. Durante el día, estallaron enfrentamientos entre insurgentes y una columna del ejército en una carretera cerca de Kramatorsk, que dejó un civil muerto.
Una unidad del ejército ucraniano fue emboscada cerca de Kramatorsk por unos treinta soldados de la RPD el 13 de mayo. La emboscada se inició cuando las fuerzas de la RPD dispararon una granada propulsada por cohete contra un vehículo blindado de transporte de personal que transportaba paracaidistas, lo que provocó que el vehículo explotara. Muchos soldados resultaron heridos en la escaramuza que siguió y siete soldados murieron, junto con un separatista. Un vehículo de transporte de morteros del gobierno también fue destruido en los combates.
Como parte de la operación militar continua alrededor de Kramatorsk, el ejército destruyó un escondite separatista en un bosque cerca de la ciudad y capturó a tres soldados de la RPD el 15 de mayo.

### Lucha continua

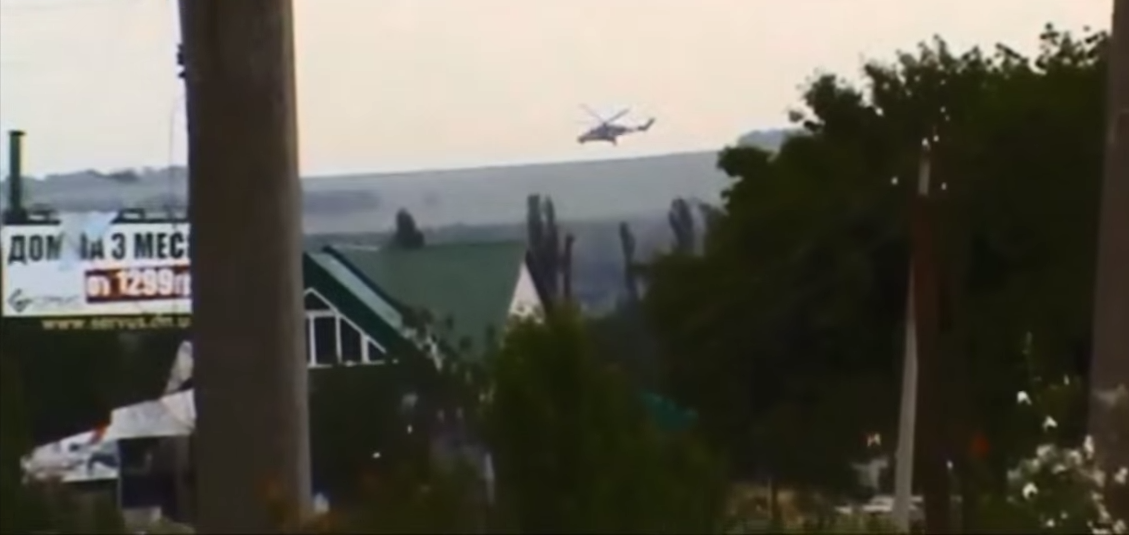
Dos helicópteros Mil Mi-24 de ataque de la UAF en el suburbio de Semenivka controlado por la RPD el 3 de junio de 2014 durante una ofensiva.

Los combates continuaron el 2 de junio, en las afueras de Kramatorsk, dejando tres muertos. Un incidente más significativo tuvo lugar el 14 de junio, cuando el gobierno ucraniano lanzó un ataque aéreo contra posiciones insurgentes en Kramatorsk. Dijeron que mataron al menos a cincuenta insurgentes.
Militantes prorrusos atacaron un puesto de control del ejército cerca de Kramatorsk el 27 de junio y lo capturaron. Sin embargo, poco después, las fuerzas gubernamentales llevaron a cabo un contraataque y lograron recuperar el puesto de control. Los combates dejaron cuatro soldados muertos y cinco heridos. Durante su asalto, los insurgentes utilizaron ocho tanques y morteros. Cuatro vehículos blindados de transporte de personal del gobierno y un mortero fueron destruidos en los combates. Dmitró Timchuk informó que uno de los tanques de los separatistas fue destruido y otro capturado, mientras que se desconocía el número de bajas de militantes y no hubo verificación por parte de los separatistas.
Un autobús urbano fue alcanzado por disparos el 1 de julio, dejando cuatro civiles muertos y cinco heridos. Las fuerzas gubernamentales capturaron el bastión de Sloviansk de manos de los insurgentes el 5 de julio, obligándolos a retirarse a Kramatorsk. BBC News informó que los testigos vieron a los insurgentes abandonar los puestos de control en Kramatorsk. Más tarde ese mismo día, el primer ministro de la RPD, Alexander Borodai, confirmó que los insurgentes se habían retirado de Kramatorsk y se habían retirado a la ciudad de Donetsk. Luego, las fuerzas ucranianas recuperaron el control de la ciudad e izaron la bandera ucraniana sobre el edificio de la administración de la ciudad. La administración de la ciudad de Kramatorsk dijo que al menos cincuenta personas habían muerto en los combates y que veintidós permanecían en el hospital al 8 de julio debido a las heridas sufridas durante los combates.

## Secuelas
Las fuerzas del ejército ucraniano, así como el Servicio de Seguridad de Ucrania, tomaron el control de la aldea de Semenivka el 7 de julio de 2014, después de una redada de seguridad.